# Позивање на емоције
Позивање на емоције је логичка грешка која настаје када се уместо примењивања логике манипулише саговорниковим емоцијама да би се добио аргумент. Ова логичка грешка је подврста црвене харинге. Емоције се могу јавити и код логички ваљаних тврдњи, али оно што чини ову логичку грешку је то што се у њој изазивање емоција користи уместо аргументовања.

## Врсте
У зависности од емоције на коју циља особа која прави грешку постоји више подврста грешке позивање на емоције.
- Позивање на последице је логичка грешка која настаје када учесник дискусије закључи да ли је хипотеза истинита или лажна у зависности од тога да ли премисе воде ка жељеним или нежељеним последицама. Грешка је зато што ваљаност аргумента на зависи од његових последица.

- Позивање на страх је логичка грешка која настаје када неко покушава да придобије друге да подрже његов аргумент тако што изазива страх од супротног аргумента и појачава предрасуде о саговорнику.

- Позивање на комплименте је логичка грешка која настаје када неко ласка и дели претеране комлименте да би освојио подршку за свој аргумент. Ласкањем се прикрива права намера, а комплиментима се привремено скреће пажња противника, па је његово расуђивање ослабљено. Ово је и врста позивања на последице, јер ће публика добијати комплименте све док се слаже са излагачем.

- Позивање на сажаљење је такође логичка грешка. Чини је онај ко се бори за потврду свог аргумента тако што подстиче сажаљење или грижу савести код публике. Људи који се на нешто сажале осећају потребу да помогну и пруже безусловну подршку, те стога примају изнети аргумент.

- Позивање на исмевање је логичка грешка која настаје када се противников аргумент представља као апсудан, смешан или забаван. Намера је да публика извуче преурањен закључак да тај аргумент нема никакву вредност коју би ваљало узети у обизир. Грешка се обично изводи тако што се сам противник или његов аргумент постави као тема вица или шале. Најчешће се изнесени аргумент исмева тако што се претерано поједностављује.

- Позивање на инат је логичка грешка коју чини онај ко се бори за свој аргумент помоћу искоришћавања постојеће горчине, ината, мржње и злурадости код публике или противника. Говорник подјарује емоције које ће скренути пажњу тако што преко асоцијација доводи у везу постојећи предмет мржње са противниковим аргументом.

- Прижељкивање је логичка грешка која се прави када се претпостави да је нешто истинито или лажно само зато што се прижељкује да то буде истинито или лажно. Другим речима, веровања се формирају или се одлуке доносе на основу нечега што је пријатно замислити, уместо на основу доказа и разума. Ово је врста когнитивне пристрасности и лош начин доношења одлука.

## Примери
- Ако не верујеш у Бога, горећеш вечно у паклу.

Претња позивањем на емоције, уместо изношења логичког аргумента.
- Гласати за мог противника је исто као и гласати за терористе.

Изазивање страха уместо давања аргумента.
- Паметан човек попут Вас сигурно види да је ово одлична понуда.

Ласкање како би саговоник прешао на вашу страну.
- Сигурно сте погрешно оценили мој тест. Недељама сам напорно учио, јер моја каријера зависи од ове оцене. Ако ме оборите готово је са мном.

Ученик у овом случају покушава да изазове сажаљење.
- Немој предложити Григорија за радника месеца, јер он тебе није предложио прошлог месеца.

Пример коришћења ината, јер можда Григорије стварно заслужује награду.
- Осећам да ћемо сутра сигуно победити на утакмици.

Прижељкивање и лични осећаји нису ваљани извори за неку тврдњу.